# New me
「New me」（ニューミー）は、日本の音楽ユニットYOASOBIの楽曲。配信限定シングルとして、2024年11月11日に各種音楽配信サービスにてリリースされた。

## 概要
本楽曲はリクルート「わからないまま、それでも」篇CMソングとして書き下ろされた。
今回のリクルート新TVCMは特別編として、YOASOBI誕生のきっかけとなった小説投稿サイト「monogatary.com」による、河出書房新社発行の文芸誌『文藝』との小説コンテスト『モノコン 2023 文藝×monogatary.com コラボ 賞)』とのコラボレーションで実現した。
曲の原作は『モノコン 2023』にて大賞を受賞した作品『白山通り 炎上の件』である。
また、『YOASOBI 5th ANNIVERSARY DOME LIVE 2024 “超現実”』の会場 東京ドームにて「白山通り炎上の件」を含む、コンテスト受賞作品を集めた書籍『New me　―文藝×monogatary.com小説集―』が、販売された。
「モノトーン」が配信開始された10月1日に、「New me」がリリースされることと、CMに使用されたことが発表された。

## ミュージック・ビデオ
New me
制作：Havtza
2024年11月30日に公開された。
原作小説ストーリーをもとに制作されており、職場の人間関係に苦悩を抱える主人公が、ひょんなことから巻き込まれるスリリングなアクションシーンまで描写したアニメーションとなっている。